# Mirit I. Aladjem
Mirit I. Aladjem és una biòloga israeliano-estatunidenca que investiga vies de senyalització cel·lular que regulen la síntesi d’ADN. És investigadora sènior de la branca terapèutica per al desenvolupament de l'Institut Nacional del Càncer i cap del grup de replicació de l'ADN.

## Educació
Aladjem va cursar un doctorat a la Universitat de Tel-Aviv. Va ser investigadora associada al Weizmann Institute of Science i després una beca de postgrau i una beca de la Leukemia Society i delSalk Institute for Biological Studies.

## Carrera i investigació

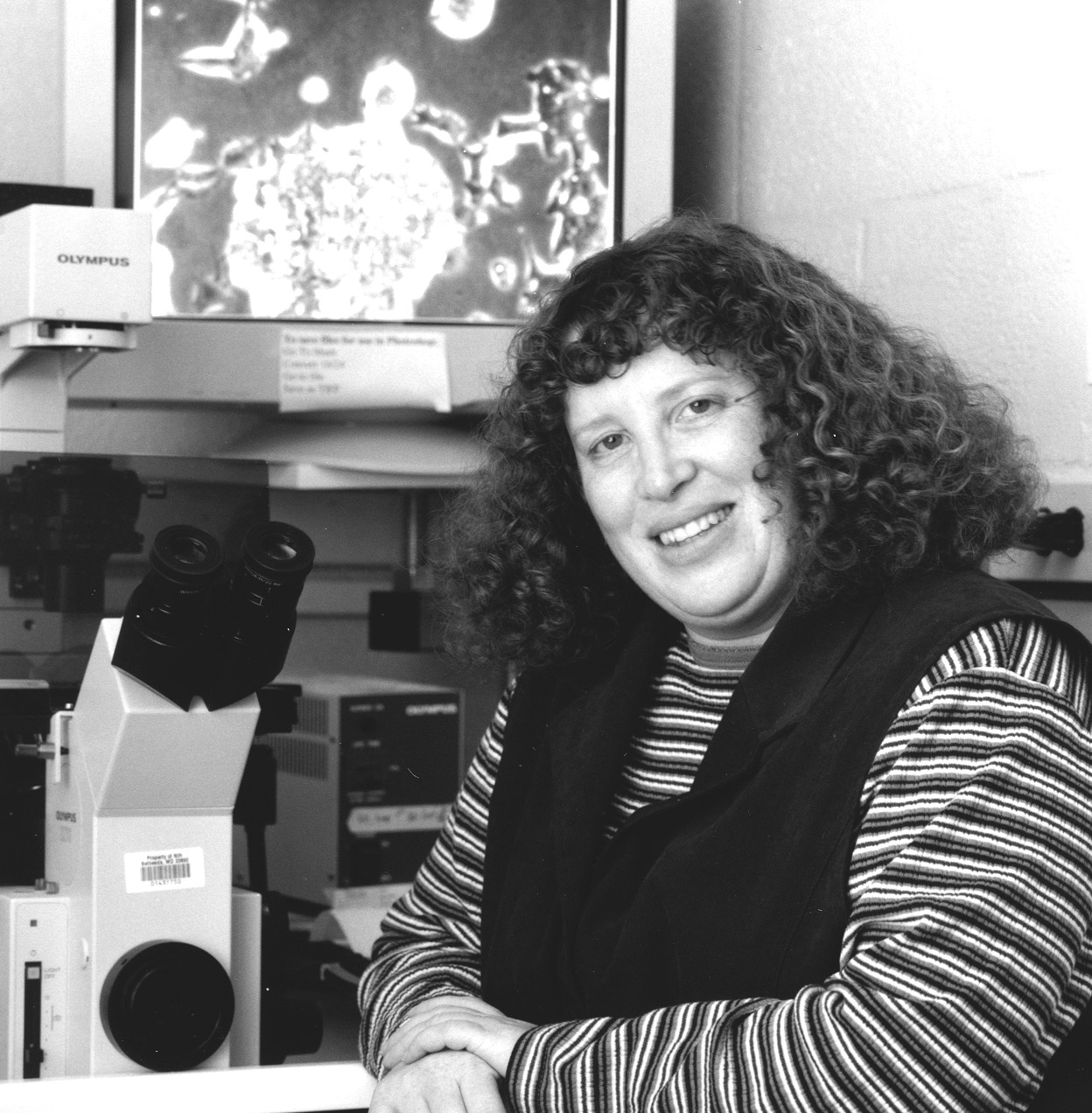
Aladjem el novembre del 2000.

Aladjem es va unir al Laboratori de Farmàcia Molecular / Terapèutica del Desenvolupament del Institut Nacional del Càncer l'octubre de 1999 i va ser nomenada investigadora sènior el 2007. Els estudis d'Aladjem se centren en vies de senyalització cel·lular que modulen cromatina per regular la duplicació de cromosomes i el cicle cel·lular progressió. L'equip d'Aladjem va ser el primer a cartografiar els orígens de la replicació a tota una escala del genoma, demostrant una forta associació entre la replicació, les modificacions d'histones i l'envasament de la cromatina. Els seus estudis actuals van identificar proteïnes que dicten si determinades regions de cromatina es replicarien durant el creixement normal i després de l'exposició a la teràpia anticancerosa.